# Hotu Matu'a
Hotu Matu'a va ser el primer colonitzador i ariki mau ('cap suprem' o 'rei') de Rapa Nui, cap al segle iv. Després de la seva mort fou sebollit a Akahanga.